# Silvija Talaja
Silvija Talaja (* 14. Januar 1978 in Imotski, Jugoslawien) ist eine ehemalige kroatische Tennisspielerin.

## Karriere
Talaja, die laut ITF den Sandplatz bevorzugte, begann im Alter von sieben Jahren mit dem Tennissport. In ihrer Karriere gewann sie zwei Einzel- und einen Doppeltitel auf der WTA Tour. Im Mai 2000 erreichte sie mit Position 18 ihre beste Platzierung in der Weltrangliste.
Bei den Olympischen Spielen 2000 in Sydney trat sie für Kroatien an. Zwischen 1993 und 2003 bestritt sie mit ausgeglichener Bilanz 24 Partien für die kroatische Fed-Cup-Mannschaft.

## Turniersiege

### Einzel
| Nr. | Datum          | Turnier    | Kategorie    | Belag     | Finalgegnerin     | Ergebnis      |
| --- | -------------- | ---------- | ------------ | --------- | ----------------- | ------------- |
| 1.  | 8. Januar 2000 | Gold Coast | WTA Tier III | Hartplatz | Conchita Martínez | 6:0, 0:6, 6:4 |
| 2.  | 27. Mai 2000   | Straßburg  | WTA Tier III | Sand      | Rita Kuti Kis     | 7:5, 4:6, 6:3 |

### Doppel
| Nr. | Datum          | Turnier | Kategorie    | Belag | Partnerin          | Finalgegnerinnen         | Ergebnis |
| --- | -------------- | ------- | ------------ | ----- | ------------------ | ------------------------ | -------- |
| 1.  | 2. August 2003 | Sopot   | WTA Tier III | Sand  | Tetjana Perebyjnis | Maret Ani Libuše Průšová | 6:4, 6:2 |